# 넷 아트

마이클 사프, 팀 위든의 작품 《간단한 넷 아트 다이어그램》 (Simple Net Art Diagram, 1997년)

넷아트 (Net art) 또는 인터넷 아트 (Internet art)는 네트워크나 인터넷을 기반으로 작업하는 미디어 아트의 한 형태이다. 넷 아트는 미술관과 박물관이라는 물리적 공간 체계가 군림해 왔던 전통을 우회하고, 관람객과 일종의 상호작용을 하도록 도모한다. 넷 아트 방식으로 작업하는 작가를 넷 아티스트 (Net artist)라고도 부른다.
넷 아티스트는 인터넷의 기술적 구조를 넘어서 특정 사회나 문화에 따른 인터넷 전통을 활용하여 예술작품으로 승화시킨다. 넷 아트는 상호작용성, 관객참여성, 멀티미디어성을 기반으로 삼은 경우가 많다. 또 인간의 상호작용을 통해 정치적, 사회적 메시지를 전파하는 작품들도 존재한다.
넷 아트라는 용어는 '온라인 갤러리'처럼 종래의 작품이 디지털화를 거쳐 인터넷에 업로드된 형태만을 지칭하지는 않는다. 오히려 넷 아트는 웹 기반 작품 뿐만 아니라 인터랙티브 인터페이스나 다양한 사회, 경제 문화와 마이크로컬처에 대한 연결성 등의 측면을 활용, 인터넷 그 자체에 본질이 달려 있다.
뉴미디어 이론가, 큐레이터로 활동하는 존 이폴리토는 2002년 "인터넷 아트의 10가지 미신" (Ten Myths of Internet Art)을 정의한 바 있다. 이폴리토는 이를 통해 넷 아트를 상업적 웹 디자인과는 구별되며, 유동적 매체에서의 영구성과 보존송, 수집성의 문제를 논하고자 하였다.

## 유래

### 기원과 전개
넷 아트라는 명칭 자체는 슬로베니아의 예술가 북 코직이 코드들의 무작위 집합에서 우연히 'Net.Art'라는 단어의 조합을 보고 넷아트라는 명칭을 만들었다는 설이 있다. 넷 아트는 다다이즘에서부터 상황주의, 개념미술, 플럭서스, 비디오 아트, 키네틱 아트, 행위예술, 텔레매틱 아트, 해프닝에 이르기까지 다양한 예술사조와 운동에 뿌리를 두고 있다.
1974년 캐나다 아티스트 베라 프렌켈 (Vera Frenkel)은 벨 캐나다 텔레컨퍼런싱 스튜디오 (Bell Canada Teleconferencing Studios)와 협업하여 《스트링 게임: 인터시티 비디오를 위한 즉흥작》 (String Games: Improvisations for Inter-City Video)이라는 작품을 선보였는데, 이는 통신기술을 활용한 최초의 예술 작품으로 평가받고 있다.
텔레매틱 아트에서 기원한 부류로는, 1983년 파리 시립 근대미술관 전시회에서 콜라보로 제작한 로이 애스콧의 작품 《La Plissure du Texte》가 초창기 넷 아트의 사례로 꼽힌다. 1985년에는 에두아르도 카크가 프랑스의 PC통신 서비스였던 미니텔 시스템을 이용해 움직이는 비디오텍스 시인 《Reabracadabra》를 선보였다. 개인이 아닌 기관의 경우 오스트리아 린츠의 아르스 엘렉트로니카나 프랑스 파리의 IRCAM (전자음악 연구센터)처럼 세계의 미디어 아트 기관들도 초창기 넷 아트를 지원하거나 선보였다.
1991년 볼프강 슈텔레 (Wolfgang Staehle)는 실험 플랫폼 'The Thing'을 설립했고, 1994년 기업가 존 보스윅과 큐레이터 벤자민 웨일은 더그 에이트켄, 제니 홀저 등의 작품을 '아다웹' (Adaweb)이라는 온라인 플랫폼에서 제작하였다. 1996년 헬렌 소링턴은 Turbulence.org라는 웹사이트를 설립해 넷 아트의 의뢰와 전시, 퍼포먼스 개최를 논하는 자리를 마련하였다. 1997년 매사추세츠 공과대학교의 리스트 비주얼 아트 센터는 <PORT: Navigating Digital Culture>라는 전시를 기획, 넷 아트의 갤러리 전시와 '시간 기반 인터넷 프로젝트'들을 처음 선보였다. 당시 전시에 참여한 작가로는 캐리 페퍼민트, 프레마 머시, 리카르도 도밍게스, 헬렌 소링턴, 애드리안 워첼 등이 있었다.
2000년 미국 휘트니 미국 미술 박물관의 비엔날레전에 넷아트가 처음으로 작품 카테고리로 선정됐다. 비엔날레전의 한 범주로 넷 아트가 선정된 것은 이번이 처음이며, 넷 아트를 미술관에서 소개하게 된 최초의 사례로 남게 되었다. 당시 전시에 참여한 작가로는 마크 아메리카, 페이크숍, 켄 골드버그, 이토이, RTMark 등이 있었다.

### 포스트인터넷
포스트인터넷 (Post-Internet)은 인터넷에서 파생된 예술작품과 더불어 인터넷의 미학적, 문화적, 사회적 영향을 포괄적으로 지칭하기 위한 용어이다. 광범위한 면모들을 한 단어로 단순하게, 느슨하게 설명한다는 점에서 비판의 목소리도 제기되고 있다.
포스트인터넷이라는 용어가 처음 대두된 것은 2000년대 중반으로, 2008년 인터넷 아티스트 마리사 올슨이 처음 사용하였다. 이후 마리사 올슨, 진 맥휴프, 아티 비어칸트를 필두로 넷 아트에 관한 담론을 형성하는 데 있어 포스트인터넷이라는 용어가 주류 의식에 자리잡게 되었다. 2000년대~2010년대에 이르러 포스트인터넷 아티스트들은 밀레니얼 세대에 널리 걸쳐 분포해 있으며 주로 텀블러, 마이스페이스 같은 웹 플랫폼이나 유튜브, Vevo, 밈과 같은 SNS 동영상이나 포스트내러티브 형식으로 작업한다.
2015년 더 뉴요커는 포스트인터넷이라는 용어에 대해 "이전 세대와는 달리 인터넷을 회화나 조각과 같은 또 다른 매체로 활용하는 예술가들의 관행을 지칭하는 용어. 이들의 작품은 때로는 스크린, 때로는 갤러리에 나타나며 유동적으로 이동한다"고 설명했다. 2010년대 초에 이르러 포스트인터넷은 뮤지션 그라임스나 코리 아크에인절, 리지 피치, 케일럽 린지, 페트라 코르트 등의 비주얼 아티스트와 더불어 널리 알려졌다. 포스트인터넷 운동은 수많은 하위장르나 서브컬처를 탄생시켰는데 대표적인 예시로 블로그하우스, 브로 덥스텝, 시펑크, 일렉트로크래시, 베이퍼웨이브 등이 있다.

## 도구
미술사학자 레이첼 그린 (Rachel Greene)은 1993년~1996년에 제작된 초창기 넷 아트를 이메일, 음성, 영상, 그래픽, 애니메이션, 웹사이트의 여섯 가지 형태로 구분하였다. 이러한 유형으로 구분함으로서 만들어진 메일링 리스트는 대면 회의로 이어져 보다 세부적인 소통을 도모하고 오해로 인한 부담을 줄인, 하나의 조직화를 가능하게 했다.
2000년대 중반부터는 영감과 자료수집을 위해 구글을 비롯한 검색 엔진의 서비스를 이용하는 사례가 늘었다. 구글의 서비스가 새로 선보여질 때마다 새로운 예술적 가능성도 열린다는 평가다. 이를테면 2008년 존 래프맨이라는 작가는 구글 스트리트뷰의 이미지들을 수집하여 《구글 스트리트뷰의 아홉가지 눈》 (The Nine Eyes of Google Street View)이란 프로젝트를 선보였다. 또다른 프로젝트로 디나 켈베르만 (Dina Kelberman)의 《I'm Google》이란 작품은 스크롤할수록 확장되는 격자 형태의 테마를 중심으로 구글과 유튜브에서 모은 사진과 영상들을 재구성한 작품이다.

## 같이 보기
- 프랙털 아트
- 미디어 아트
- 디지털 아트
- 아스키 아트
- 이메일 아트
- 팩스 아트
- 프랙탈 아트
- 인터넷 미학
- 하이퍼텍스트 문학
- Net.art
- 인터넷 시
- 온라인 전시
- 텔레매틱 아트
- 버추얼 아트